# 타이 밀러

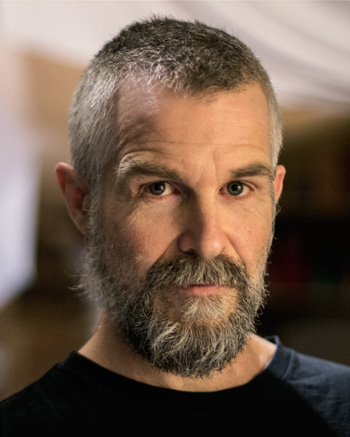

타이 밀러(Ty Miller, 1964년 9월 26일 ~ )는 미국의 배우, 텔레비전 배우, 영화배우이다.

## 방송
- 위드아웃 어 트레이스 1
- 평원의 추적자

## 영화
- 위드아웃 어 트레이스 1 (2002년)
- US 씰 (1999년)
- 트랜서 5 (1995년)
- 트랜서 4 (1994년)
- 평원의 추적자 (1989년)
- 데블 홀 (1988년)
- 할아버지는 멋쟁이 (1986년)
- 호텔 - 시리즈 (1983년)